# New Ferry
New Ferry – wieś w Anglii, w hrabstwie ceremonialnym Merseyside, w dystrykcie metropolitalnym Wirral. Leży 5 km na południe od centrum Liverpool i 284 km na północny zachód od Londynu. W 2001 miejscowość liczyła 5300 mieszkańców.